# Donkey Xote
Donkey Xote é um filme em CGI de 2007, produzido por Lumiq Studios e Filmax Animation e dirigido por José Pozo, baseado o romance Dom Quixote de Miguel de Cervantes.
O personagem principal Rucio carrega intencionalmente uma semelhança com o personagem de Donkey da série de filmes Shrek.

## Sinopse
Rucio (Luis Posada) é um burro que está cansado da vida que leva em La Mancha. Isto muda quando o Cavaleiro da Meia Lua desafia Don Quixote (José Luis Gil) para um duelo, em Barcelona. Só que seu amigo Rocinante (David Fernández), um cavalo, prefere não participar da aventura. Isto faz com que Rucio tenha que agir como cavalo, para ajudar Don Quixote a vencer o confronto.

## Elenco

### 1.ª dublagem
- Alexandre Marconato
- Angélica Santos
- Antônio Moreno
- Alfredo Rollo
- Cecília Lemes
- César Marchetti
- Faduli Costa
- Fritz Gianvito
- Nestor Chiesse
- Raquel Marinho
- Direção de dublagem: Wendel Bezerra
- Coordenador de dublagem: Alan Stoll
- Locutor: Ronaldo Artnic
- Distribuição: Imagem Filmes (Swen Filmes)
- Estúdio: Álamo
- Mídia: Cinema/DVD

### 2.ª dublagem
- Locutor: Vagner Santos
- Distribuição: Televix
- Estúdio: Centauro
- Mídia: Televisão

## Premiações
- Recebeu uma indicação ao Goya de melhor filme de animação.